# Elenore Abbott
Elenore Plaisted Abbott  (Maine, 1875-1935) foi uma ilustradora, cenógrafa e pintora estadunidense. Ela ilustrou as primeiras edições do século XX de obras como Contos de Grimm, Robinson Crusoe e Raptado, além de outros livros e revistas. Estudou em quatro escolas de arte na Filadélfia e em Paris, tendo sido influenciada por Howard Pyle. Fez parte de um grupo ligado ao ideal Nova Mulher que buscava oportunidades educacionais e profissionais para as mulheres, incluindo a criação de associações profissionais de arte, como o The Plastic Club.

## Primeiros anos e educação
Elenore Plaisted estudou arte na Escola de Design para Mulheres da Filadélfia, na Academia de Belas-Artes da Pensilvânia e na Académie des Beaux-Arts em Paris, França, onde seu trabalho foi exposto. Elenore voltou para a Filadélfia em 1899. Seu trabalho foi influenciado significativamente por Howard Pyle, seu professor na Universidade Drexel. Mais tarde, a artista admitiu que criou suas peças favoritas sob a orientação de Pyle.

## Carreira

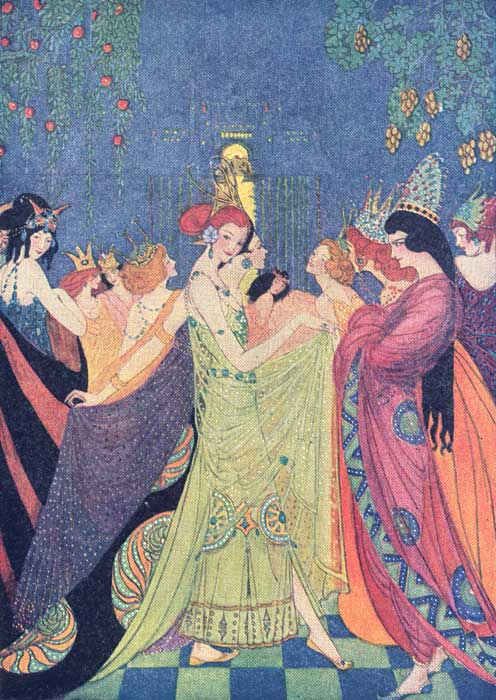
Os sapatos gastos de tanto dançar, ilustração feita para os Contos de Grimm, 1920.

Abbott, embora seja mais conhecida por suas ilustrações para livros, também foi pintora e designer cênico, tendo trabalhado na peça O Imperador Jones, no Teatro Hedgerow. Produziu ilustrações para a Harper's Magazine, Saturday Evening Post e Charles Scribner's Sons. A artista também criou ilustrações para livros, dentre eles a Ilha do Tesouro e Raptado, de Robert Louis Stevenson, A família suíça Robinson, de Johann David Wyss, A menina antiquada, de Louisa May Alcott, e Contos de Grimm, dos Irmãos Grimm.
Foi membro da Philadelphia Water Color Club e da The Plastic Club da Filadélfia, uma organização criada por mulheres artistas para promover "a arte pela arte". Entre os membros da organização estavam Jessie Willcox Smith, Violet Oakley e Elizabeth Shippen Green. Essas artistas identificavam-se com o ideal da Nova Mulher.[carece de fontes?]
À medida que o acesso a educação foi ampliado no século XIX, as mulheres artistas tornaram-se profissionais, fundando suas próprias associações. Como as obras de arte feitas por elas eram consideradas inferiores, as artistas se tornaram cada vez mais militantes na promoção do trabalho das mulheres para superar esse estereótipo, tornando-se assim parte da imagem emergente da "Nova Mulher": educada, moderna e livre. Na transição entre os séculos XIX e XX, cerca de 88% dos assinantes de um grupo de 11 mil revistas e periódicos eram mulheres. Dessa forma, conforme as mulheres foram adentrando na comunidade artística, as editoras passaram a contratá-las para criar ilustrações que retratassem o mundo através da perspectiva da mulher.

## Vida pessoal
Elenore casou-se com o advogado e artista C. Yarnall Abbott em 1898 e, após 1911, viveu em Rose Valley, Pensilvânia. C. Yarnall projetou a casa da família com um estúdio para Elenore e para ele mesmo. Em 1907, teve uma filha, Marjorie, que recebeu o nome de sua tia materna. Elenore foi também a co-fundadora da piscina de Rose Valley, em 1928, que foi construída em um espaço doado pelos Abbott's e financiada com recursos da venda de algumas pinturas de Elenore.

## Obra

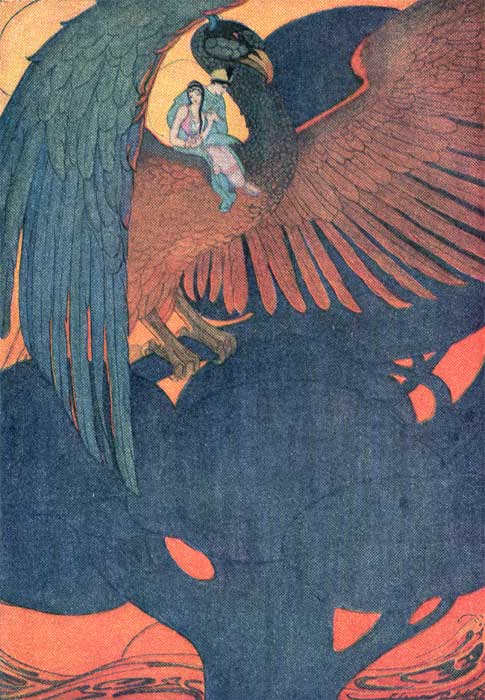
Soaring Lark - 1920
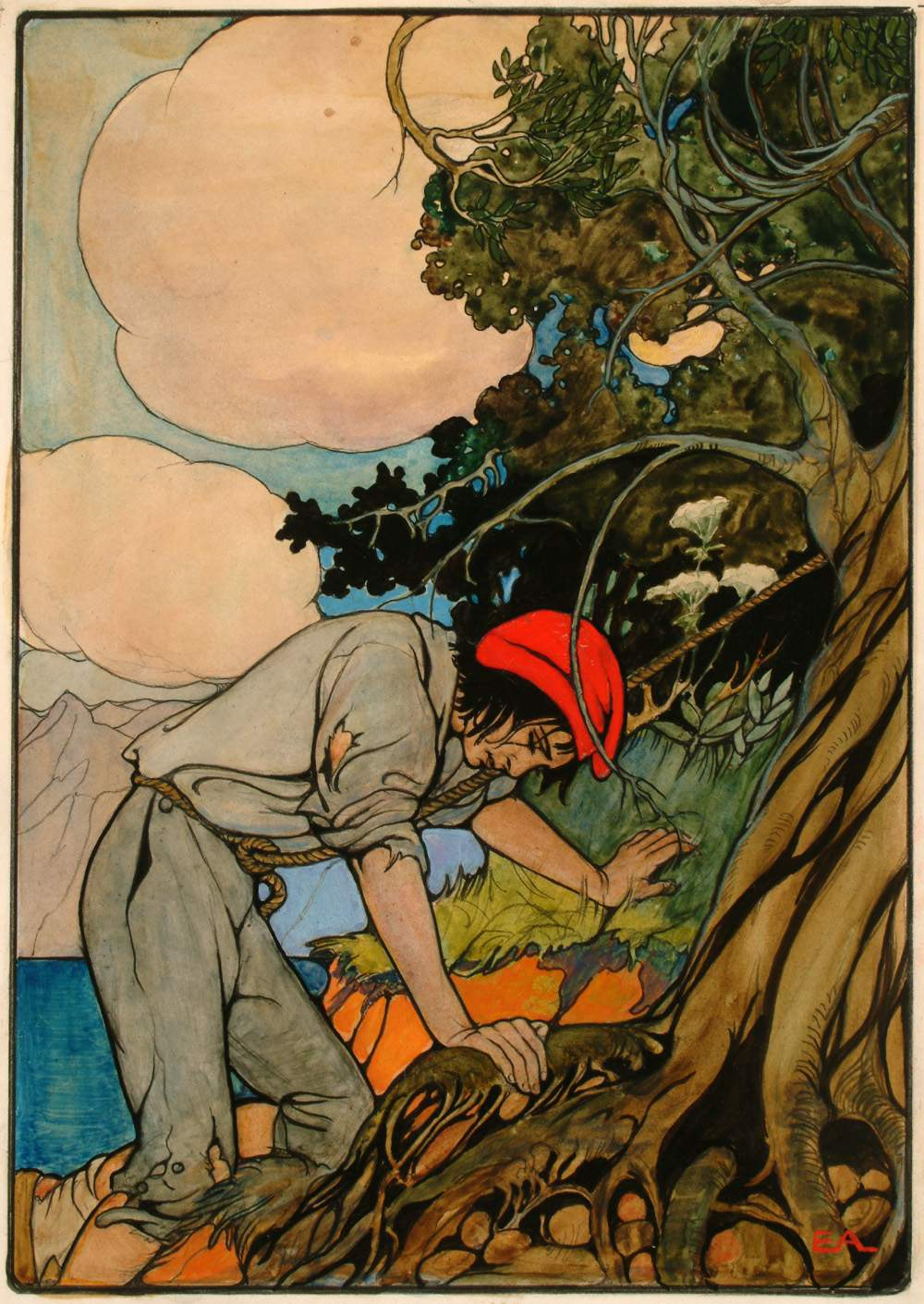
Now and Again I Stumbled - 1911
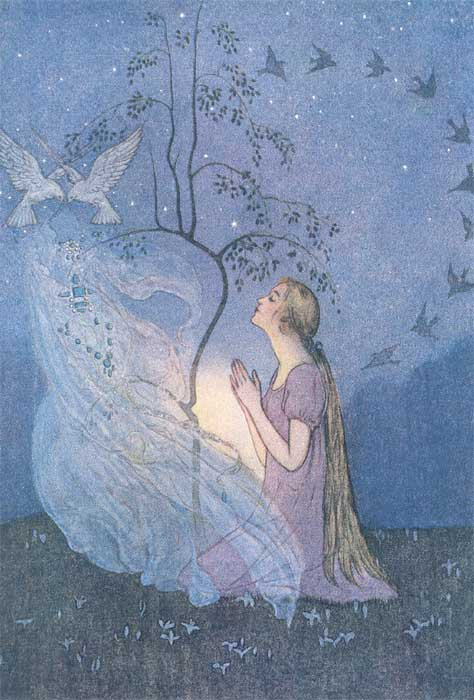
Cinderella, sem data
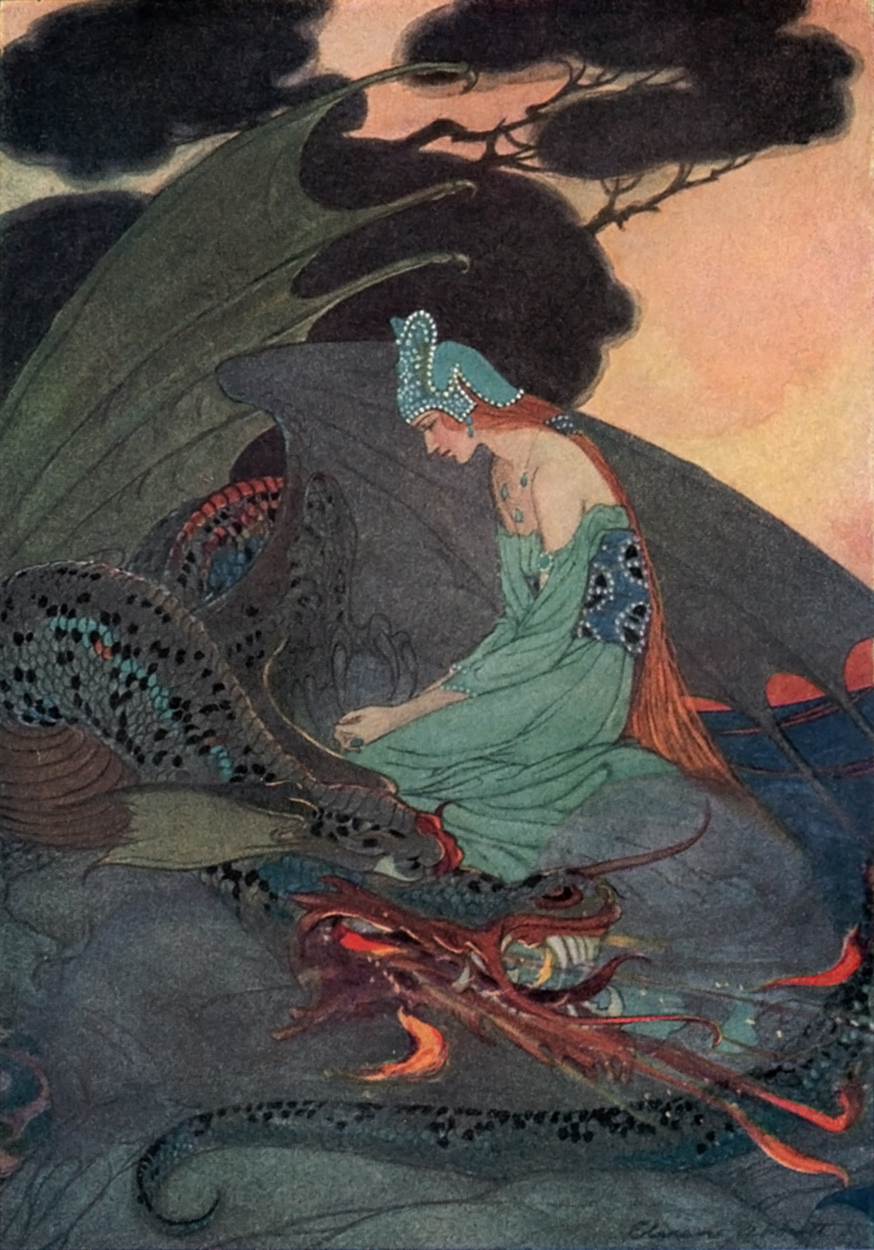
The Two Brothers, sem data

### Ilustrações
- Louisa May Alcott, Ilustrações de Elenore Plaisted Abbott (1926). An Old-Fashioned Girl. Boston: Little, Brown and Company. OCLC 105983
- Hans Christian Andersen, Ilustrações de Elenore Abbott (1922). Flower Maiden and Other Stories. [S.l.]: Edward Shenton
- Anna Maynard Barbour, Ilustrações de Elenore Abbott (1901). That Mainwaring Affair. Filadélfia, Londres: J.B. Lippincott Company. OCLC 10756052
- Jay Cady, Ilustrações de Elenore Abbott (1912). The Stake: A Story of the New England Coast. Filadélfia: G.W. Jacobs & Company. OCLC 11337900
- Dwight Burroughs, Ilustrações de Helen Alden Knipe e Elenore Abbott (1907). Jack, the Giant Killer, Jr. [S.l.]: George W. Jacobs
- Edward Childs Carpenter, Ilustrações de Elenore Abbott (1906). Captain Courtesy: A Tale of Southern California. Filadélfia: G.W. Jacobs
- Edward Childs Carpenter, Ilustrações de Elenore Abbott (1907). The Code of Victor Jallot: A Romance of Old New Orleans. Filadélfia: G.W. Jacobs
- Daniel Defoe, Ilustrações de Elenore Abbott (1919). Robinson Crusoe. Londres: [s.n.]
- Ellen Anderson Gholson Glasgow, Ilustrações de Elenore Abbott (1923). The shadowy third, and other stories. Nova York: Doubleday, Page and Company
- Jacob Grimm, Ilustrações de Elenore Abbott (1920). Grimm's Fairy Tales. Nova York: C. Scribner's Sons
- Nathaniel Hawthorne, Ilustrações de Elenore Abbott (1911). A Wonder Book and Tanglewood Tales. Filadélfia: G.W. Jacobs & Company
- Elbridge H. Sabin, Ilustrações de Helen Alden Knipe and Elenore Plaisted Abbott (1910). The Magical Man of Mirth. [S.l.]: George N. Jacobs
- Robert Louis Stevenson, Ilustrações de Elenore Abbott (1915). Kidnapped. Filadélfia: G.W. Jacobs & Company. OCLC 333026
- Robert Louis Stevenson, Ilustrações de Elenore Abbott (1911). Treasure Island. Filadélfia: G.W. Jacobs & Company. OCLC 7602448

### Pinturas em aquarela
Abbott produziu as seguintes pinturas em aquarela em 1916, que foram exibidas na Exposição de Aquarela da Filadélfia:
- Endymion e o Nereids
- O conto de fadas
- Kerfol
- Lamia
- Madrigal
- A Mãe
- Água